# Milo (Italië)
Milo is een gemeente in de Italiaanse provincie Catania (regio Sicilië) en telt 1070 inwoners (31-12-2004). De oppervlakte bedraagt 18,2 km², de bevolkingsdichtheid is 59 inwoners per km².
De plaats dient niet te worden verward met het Griekse eiland Milos dat in het Italiaans ook Milo is geheten en de vindplaats is van de Venus van Milo.

## Geografie
De gemeente ligt op ongeveer 720 m boven zeeniveau.
Milo grenst aan de volgende gemeenten: Giarre, Sant'Alfio, Zafferana Etnea.

## Externe link

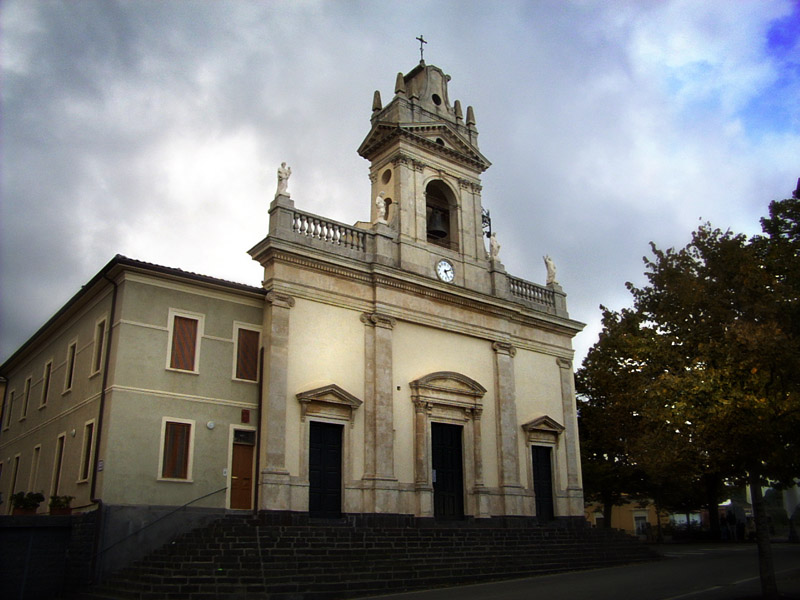
Kerk van Milo